# Yvon Bertin
Yvon Bertin (Nantes, 9 april 1953) is een voormalig Frans wielrenner. Hij was beroepsrenner van 1975 tot en met 1985.

## Belangrijkste overwinningen
1976
- GP van Isbergues

1977
- 1e etappe Ronde van Indre en Loire

1979
- 1e etappe deel A Parijs-Nice
- eindklassement Route du Sud
- GP van Rennes

1980
- 12e etappe Ronde van Italië
- Geletrui-drager (1 etappe) Ronde van Frankrijk

1981
- Proloog Ronde van Indre en Loire

## Resultaten in voornaamste wedstrijden
| Jaar | Ronde van Italië | Ronde van Frankrijk | Ronde van Spanje |
| ---- | ---------------- | ------------------- | ---------------- |
| 1976 |                  |                     |                  |
| 1977 |                  | buiten tijd         |                  |
| 1978 |                  | 74e                 |                  |
| 1979 |                  |                     |                  |
| 1980 | 76e (1)          | opgave              |                  |
| 1981 |                  | 85e                 |                  |
| 1982 |                  | 124e                |                  |
| 1983 |                  |                     |                  |
| 1984 |                  |                     | 72e              |

| Jaar | Milaan-San Remo | Gent-Wevelgem | Parijs-Roubaix | Amstel Gold Race | Parijs-Tours | Bretagne Classic |
| ---- | --------------- | ------------- | -------------- | ---------------- | ------------ | ---------------- |
| 1976 |                 |               |                |                  | 44e          |                  |
| 1977 |                 |               |                |                  |              | 7e               |
| 1978 |                 |               | 32e            |                  |              |                  |
| 1979 | 82e             | 77e           | 24e            |                  | 102e         | Brons            |
| 1980 |                 | 23e           |                | 17e              |              |                  |
| 1981 |                 |               |                |                  |              |                  |
| 1982 |                 |               | ↑              |                  |              |                  |
| 1983 |                 |               |                |                  | 15e          |                  |
| 1984 |                 |               |                |                  |              |                  |